# Kawasaki Ninja 300

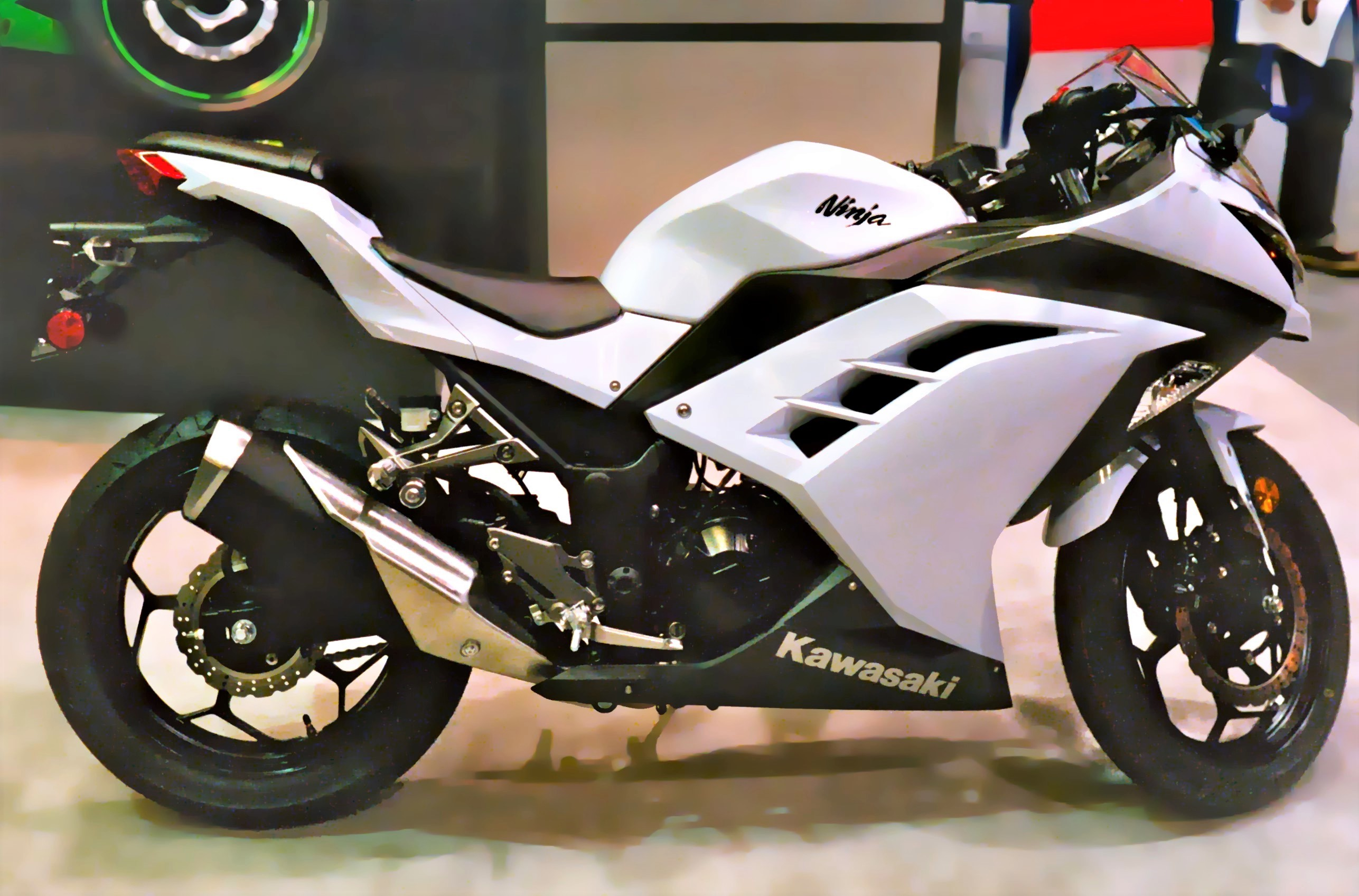
Seitenansicht

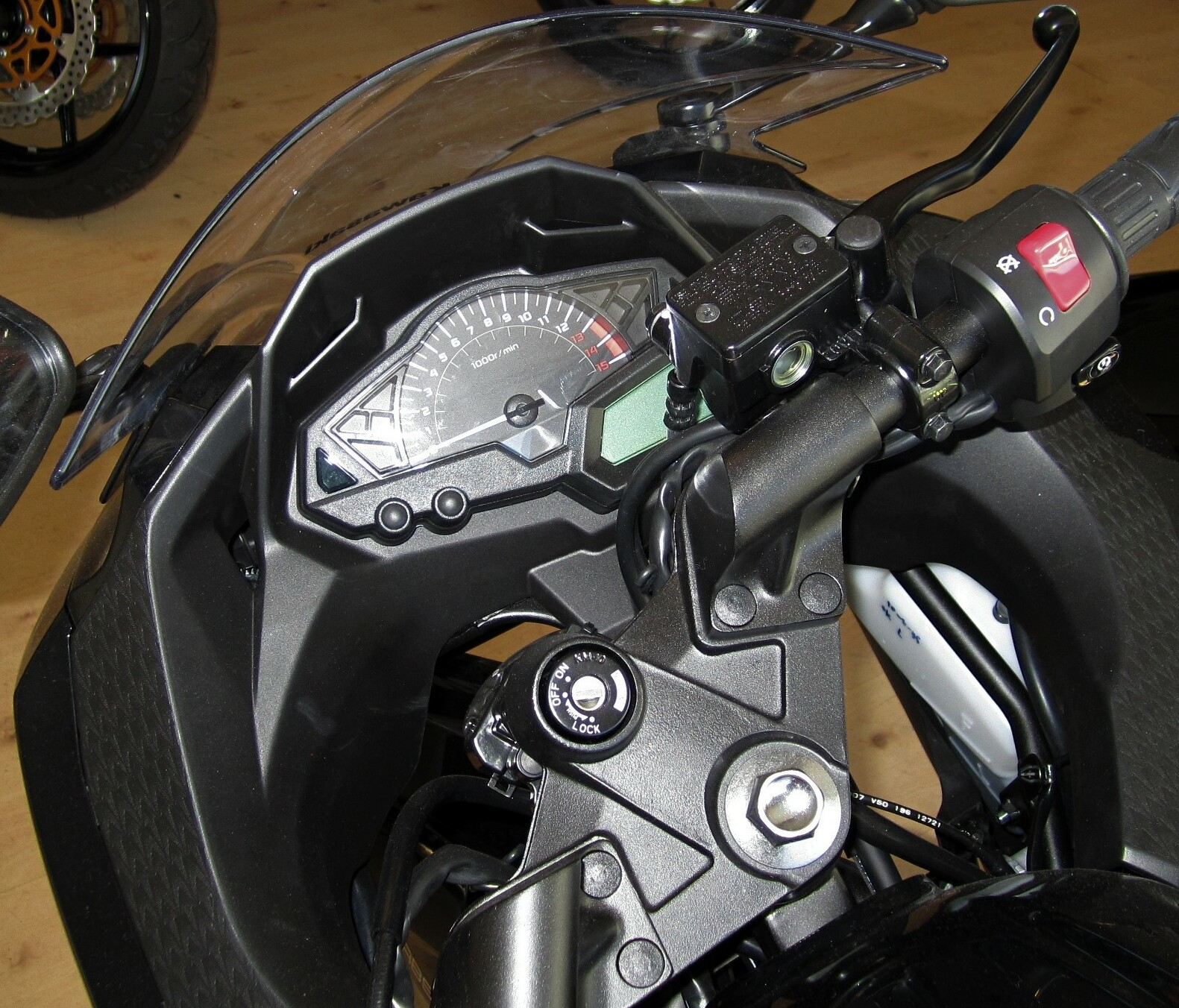
Drehzahlmesser und Lenkerende

Die Kawasaki Ninja 300 ist ein A2-Motorrad und wurde von 2013 bis 2017 von dem japanischen Hersteller Kawasaki auf dem deutschen Markt angeboten. Der Basis/Einführungspreis betrug in Deutschland rund 5.495 €. Wegen ihres kleinen Hubraums und der begrenzten Leistung gehört sie dem unteren Segment der Kategorie Supersportler an.
Laut Kraftfahrt-Bundesamt wurden bis Januar 2017 insgesamt 1.685 Zweiräder dieses Typs in Deutschland zugelassen.
Die Produktion der Ninja 300 wurde im Jahr 2017 eingestellt und mit der Kawasaki Ninja 400 Ende 2017 eine stark überarbeitete und leistungsstärkere Version vorgestellt.

## Technik
Die nach Deutschland gelieferten Maschinen haben ABS.

### Antrieb
Gegenüber der Ninja 250 wurde der Zylinderkopf neu konstruiert. Um 1 mm vergrößerte Einlassventile verringern den Widerstand. Die Zylinder aus Aluminiumdruckguss haben beschichtete Laufbahnen, um Wärmeableitung und Verschleißfestigkeit zu verbessern. Es werden leichtere Kolben mit flacherem Boden eingesetzt. Wie bei der Vorgängermaschine sind Drehzahlen bis zu 13.000/min möglich. Die Kupplung ist eine sogenannte Anti-Hopping-Kupplung.
Der Verbrauch beträgt bei gemäßigter Fahrweise 3,3, bei forscher Fahrweise 5,3 Liter/100 km.

## Technische Daten
|                         | 2013–2017 Ninja 300 (EX300B)                                              |
| ----------------------- | ------------------------------------------------------------------------- |
| Motortyp                | Flüssigkeitsgekühlter Viertakt-Reihenzweizylinder                         |
| Hubraum                 | 296 cm³                                                                   |
| Bohrung × Hub           | 62,0 × 49,0 mm                                                            |
| Leistung                | 29,0 kW (39 PS) bei 11.000/min                                            |
| Maximales Drehmoment    | 27,0 Nm (2,8 mkp) bei 10.000/min                                          |
| Verdichtung             | 10,6:1                                                                    |
| Getriebe                | 6-Gang                                                                    |
| Kupplung                | Mehrscheibenkupplung im Ölbad, mechanisch betätigt                        |
| Endantrieb              | Dichtringkette/O-Ring-Kette                                               |
| Chassis                 | Stahlrohrrahmen                                                           |
| Lenkkopfwinkel/Nachlauf | 63°/93 mm                                                                 |
| Reifendimension vorne   | 110/70-17 M/C 54S                                                         |
| Reifendimension hinten  | 140/70-17 M/C 66S                                                         |
| Federelemente vorne     | 37-mm-Teleskopgabel                                                       |
| Federelemente hinten    | Bottom-Link Uni-Trak mit Gasdruckfederbein, Federbasis 5-fach einstellbar |
| Bremse vorne            | 290-mm-Scheibe im Petal-Design Doppelkolben-Schwimmsattel (ABS)           |
| Bremse hinten           | 220-mm-Scheibe im Petal-Design Doppelkolben-Schwimmsattel (ABS)           |
| Länge × Breite × Höhe   | 2.015 mm × 715 mm × 1.110 mm                                              |
| Radstand                | 1.405 mm                                                                  |
| Leergewicht             | 174 kg                                                                    |
| Tankinhalt              | 17 Liter                                                                  |